# Bandung
Bandung es una ciudad indonesia, capital de la provincia de Java occidental. Se trata de la tercera ciudad más grande del país, tras Yakarta y Surabaya. Está situada a 768 metros sobre el nivel del mar.

## Historia

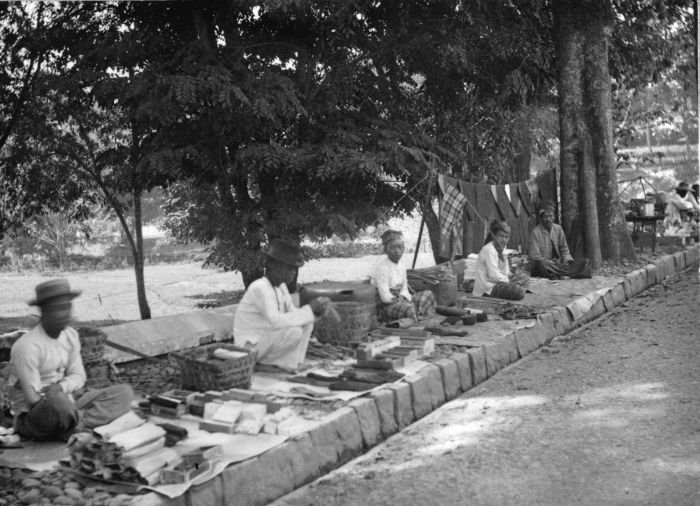
Vendedores ambulantes en Bandung a comienzos del

Los colonos neerlandeses crearon plantaciones de té alrededor de las montañas en el siglo XVIII, enseguida empezaron la construcción de una carretera que conectaba las zonas de plantación con la capital (180 kilómetros al noroeste). Los habitantes de origen europeo de la ciudad, exigieron la creación de un municipio, que se concedió en 1906 y Bandung fue desarrollándose gradualmente. Se construyeron lujosos hoteles, restaurantes, cafés y abrieron tiendas para la población europea.
Después de la independencia de Indonesia, la ciudad experimentó un rápido desarrollo y urbanización que ha transformado la idílica Bandung en una ciudad densamente poblada con 15 000 personas/km² en el área metropolitana. Aunque la ciudad se ha encontrado con muchos problemas, que van desde la eliminación de residuos, a las inundaciones o el caótico sistema de tráfico; sin embargo, aún tiene su encanto para atraer a las personas que llegan a la ciudad como turistas. En 1955 tuvo lugar allí la conferencia de Bandung.
Es la sede principal del fabricante de aviones Indonesian Aerospace.

## Ciudades hermanadas
- Almaty, Kazajistán.
- Bari, Apulia, Italia.
- Brunswick, Baja Sajonia, Alemania.
- Cebú, Filipinas.
- Fort Worth, Texas, Estados Unidos.
- Hangzhou, Zhejiang, China.
- Liuzhou, Guangxi, China.
- Pekanbaru, Riau, Indonesia.
- Petaling Jaya, Selangor, Malasia.
- Suwon, Gyeonggi, Corea del Sur.
- Yingkou, Liaoning, China.
- Seremban, Negeri Sembilan, Malasia.